# Space Oddity
"Space Oddity" é uma canção do cantor e compositor inglês David Bowie. Foi lançado pela primeira vez, em 11  de julho de 1969, pela Philips Records como single de 7 polegadas, depois como faixa de abertura de seu segundo álbum de estúdio David Bowie. Produzido por Gus Dudgeon e gravado no Trident Studios, em Londres, é um conto sobre um astronauta fictício chamado Major Tom; seu título e história foram parcialmente inspirados no filme 2001: A Space Odyssey (1968) e nos sentimentos de alienação de Bowie, naquele momento de sua carreira. Uma das canções musicalmente mais complexas que ele havia escrito até então, representou uma mudança do som influenciado pelo music hall de sua estreia para um som semelhante ao folk psicodélico e inspirado nos Bee Gees.
Relançado às pressas como single para capitalizar com o pouso da Apollo 11 na Lua, recebeu elogios da crítica e foi usado pela BBC como música de fundo durante a cobertura do evento. Inicialmente vendeu mal, mas logo alcançou o quinto lugar no Reino Unido, tornando-se o primeiro e único sucesso de Bowie nas paradas em mais três anos. Uma reedição de 1972 pela RCA Records foi o primeiro sucesso de Bowie nos Estados Unidos e foi promovida com um novo videoclipe filmado por Mick Rock . Outra reedição de 1975, como parte de um maxi-single, tornou-se o primeiro single número um de Bowie no Reino Unido. Bowie regravou uma versão acústica em 1979. Major Tom tornou-se um pilar durante as apresentações de Bowie, que revisitou o personagem em seus singles posteriores, notadamente na canção sequencial " Ashes to Ashes " (1980).
Vários artistas fizeram covers de "Space Oddity" e outros lançaram músicas que fazem referência ao Major Tom. Um cover de 2013 do astronauta Chris Hadfield teve ampla repercussão e foi o primeiro videoclipe no espaço. A canção apareceu em vários filmes e séries de televisão, e tem um papel fundamental no filme de 2013 , A Vida Secreta de Walter Mitty . Em 2019, Visconti remixou a gravação original de Bowie para marcar cinquenta anos do seu lançamento, com um novo videoclipe dirigido por Tim Pope. Inicialmente vista como uma faixa inovadora, "Space Oddity" é agora considerada uma das melhores gravações de Bowie e continua sendo uma de suas canções mais populares. Ele apareceu em várias listas de "melhores", incluindo "500 músicas que moldaram o rock and roll" do Rock and Roll Hall of Fame.

## Antecedentes e escrita

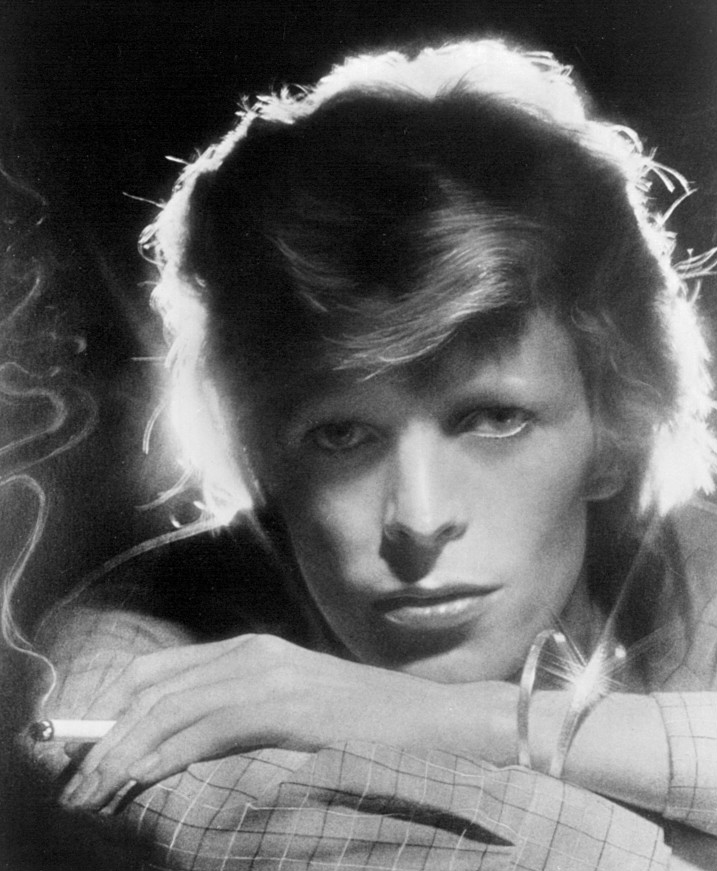
David Bowie 1975.

Depois de uma série de singles sem sucesso, David Bowie lançou seu primeiro álbum de estúdio, influenciado pela music hall, pela gravadora Deram Records em 1967. O álbum foi um fracasso comercial e não chamou atenção a Bowie, tornando-se seu último lançamento em dois anos.   Nessa época, Bowie contratou um novo empresário, Kenneth Pitt .  Em 1968, Bowie iniciou um relacionamento romântico com a dançarina Hermione Farthingale,  que durou até fevereiro de 1969.  Com Farthingale e o guitarrista John Hutchinson, Bowie formou um grupo chamado Feathers. Com Bowie no violão, o trio realizou um pequeno número de concertos entre setembro de 1968 e início de 1969, combinando folk, Merseybeat, poesia e mímica.  Após o fracasso comercial do álbum David Bowie, Pitt autorizou a produção de um filme promocional na tentativa de apresentar Bowie a um público maior. O filme, Love You till Tuesday, que marcou o fim da orientação de Pitt sobre Bowie, não foi lançado até 1984.

A imagem de publicidade de um astronauta trabalhando é de um autômato, em vez de um ser humano ... e meu Major Tom não é nada além de um ser humano. Isso veio de um sentimento de tristeza em relação a esse aspecto do espaço, que foi desumanizado, então escrevi uma canção-farsa sobre isso, para tentar relacionar a ciência e a emoção humana. Suponho que seja um antídoto para a febre espacial, na verdade.

—David Bowie discutindo a escrita de "Space Oddity", 1969
No final de 1968, Bowie começou a se sentir alienado em relação à sua carreira. Sabendo que Love You till Tuesday não tinha uma audiência garantida e não apresentaria nenhum material novo, Pitt pediu a Bowie que escrevesse algo novo; "um material muito especial que demonstrasse dramaticamente a notável inventividade de David e provavelmente seria o ponto alto da produção". Com isso em mente, Bowie escreveu "Space Oddity", uma história sobre um astronauta fictício chamado Major Tom, o primeiro dos famosos personagens de Bowie. Seu título e tema foram influenciados por 2001: A Space Odyssey, de Stanley Kubrick,, que estreou em maio de 1968. Bowie disse: "Fui chapado da minha mente para ver o filme e realmente me assustou, especialmente a passagem da viagem". O biógrafo Marc Spitz afirmou que a canção provavelmente foi inspirada na cena em que um astronauta se comunica com sua filha no dia de seu aniversário, dizendo "Diga à mamãe que eu telefonei" antes de ingerir um "comprimido para o estresse", em vez do início ou do final do filme. Malcolm Thompson, que dirigiu Love You till Tuesday, posteriormente disse que ele e sua namorada Susie Mercer contribuíram no processo de composição da música. O rompimento de Bowie com Farthingale o afetou profundamente. Ele posteriormente afirmou: "Foi Hermione quem me fez escrever para e sobre uma pessoa específica". Spitz afirmou que os sentimentos de solidão e desgosto de Bowie após o rompimento inspiraram "Space Oddity".
Uma das primeiras pessoas a ouvir "Space Oddity" foi Calvin Mark Lee, o chefe do departamento de A&R da Mercury Records em Londres, que considerou a música "extraterrestre" e sabia que era a chance de Bowie ser contratado pela gravadora. Segundo o associado da Mercury, Simon Hayes, "Lee realmente estava em cima do caso com 'Space Oddity', um verdadeiro convertido. Ele queria contratar David – e eu disse 'ideia fantástica'." Na época, a futura esposa de Bowie, Angela Barnett, que ele conheceu no final de 1968, estava namorando Lou Reizner, o chefe da Mercury, que não estava impressionado com a produção de Bowie. Ansioso para contratar Bowie, Lee, sem o conhecimento de Reizner, financiou uma sessão de demonstração para "Space Oddity". Lee posteriormente disse a Spitz: "Tivemos que fazer tudo às escondidas de Lou. Mas era um ótimo disco."

## Versões ao vivo
"Space Oddity" permaneceu uma peça frequente nas apresentações ao vivo ao longo da carreira de Bowie. Em 22 de maio de 1972, Bowie tocou a música no Johnny Walker Lunchtime Show da BBC Radio 1, mas a gravação não foi transmitida. Foi lançada posteriormente na coletânea de 1996 BBC Sessions 1969–1972 (Sampler) e em Bowie at the Beeb (2000). Para a sessão da BBC, Bowie inseriu "I'm just a rocket man!" entre os versos; Elton John havia lançado recentemente "Rocket Man", que também fala sobre um astronauta e foi produzida por Gus Dudgeon.
Uma versão da música que foi gravada no Santa Monica Civic Auditorium, em 20 de outubro de 1972, durante a Ziggy Stardust Tour, foi lançada pela primeira vez em Santa Monica '72 antes de se tornar oficialmente disponível em 2008 em Live Santa Monica '72. Uma apresentação ao vivo que foi gravada no Hammersmith Odeon, Londres, em 3 de julho de 1973 foi lançada em Ziggy Stardust: The Motion Picture (1983). Durante a turnê Diamond Dogs Tour de 1974, Bowie cantou "Space Oddity" enquanto era suspenso no palco por um guindaste e usou um microfone de rádio disfarçado como um telefone. Uma versão de julho de 1974 da música foi lançada na reedição de 2005 de David Live, enquanto uma outra de setembro, da mesma turnê, foi lançada em 2017 em Cracked Actor (Live Los Angeles '74).
Uma performance de concerto, gravada em 12 de setembro de 1983, foi incluída no álbum ao vivo Serious Moonlight (Live '83), que fez parte do box set de 2018 Loving the Alien (1983–1988) e lançado separadamente no ano seguinte. A mesma versão aparece no vídeo do concerto Serious Moonlight (1984). Bowie aposentou a música de seus concertos ao vivo durante sua turnê Sound+Vision Tour de 1990, e posteriormente a cantou em algumas ocasiões, mais notavelmente encerrando o concerto de seu aniversário de 50 anos, em janeiro de 1997, com uma performance solo no violão; esta versão foi lançada em uma edição limitada de um CD-ROM que foi lançado com a revista Variety em março de 1999. Ele então a tocou no concerto beneficente do Tibet House US no Carnegie Hall, em fevereiro de 2002; esta nova versão inclui uma orquestra regida por Visconti, com arranjos de cordas tocados pelo Scorchio e Kronos Quartet. A última apresentação de "Space Oddity" por Bowie foi no Festival de Horsens, na Dinamarca, durante a turnê Heathen Tour de 2002.

## Faixas
Original de 1969
1. "Space Oddity" (Bowie) – 3:33
2. "Wild Eyed Boy from Freecloud" (Bowie) – 4:52

Relançamento de 1975
1. "Space Oddity" (Bowie) – 5:15
2. "Changes" (Bowie) – 3:33
3. "Velvet Goldmine" (Bowie) – 3:09